# Szilvágy
Szilvágy è un comune dell'Ungheria di 237 abitanti (dati 2001). È situato nella contea di Zala.